# Black Thrash Attack
Black Thrash Attack är det norska black metal/thrash metal-bandet Aura Noir första fullängds studioalbum. Albumet utgavs 1996 av skivbolaget Malicious Records.

## Låtlista
1. "Sons of Hades" – 3:31
2. "Conqueror" – 4:03
3. "Caged Wrath" – 5:29
4. "Wretched Face of Evil" – 4:12
5. "Black Thrash Attack" – 5:11
6. "The Pest" – 3:11
7. "The One Who Smite" – 4:07
8. "Eternally Your Shadow" – 3:37
9. "Destructor" – 4:41
10. "Fighting for Hell" – 4:11

- Musik: Aggressor (spår 1, 3, 5, 7, 9), Apollyon (spår 2, 4, 6, 8, 10), Blasphemer (spår 5)
- Text: Aggressor (spår 1, 3, 4, 5, 9), Apollyon (spår 2, 6, 10), Aldrahn (Bjørn Dencker Gjerde, spår 7), Okänd (spår 8)

## Medverkande
Musiker (Aura Noir-medlemmar)
- Aggressor (Carl-Michael Eide) – sång, gitarr, basgitarr, trummor (spår 2, 4, 6, 8, 10)
- Apollyon (Ole Jørgen Moe) – gitarr, sång, basgitarr, trummor (spår 1, 3, 5, 7, 9)
- Blasphemer (Rune Eriksen) – gitarr

Produktion
- Kai Halvorsen – producent, ljudtekniker
- Aura Noir – producent
- Vargnatt Inc. (Kristoffer Rygg) – mastring
- Lise Myhre – logo
- Aldrahn (Bjørn Dencker Gjerde) – logo
- Alec – foto
- Eldar – foto
- Garm (Kristoffer Rygg) – typografi

### Fotnoter
1. ↑  Black Thrash Attack på discogs.com